# Kask m/1894

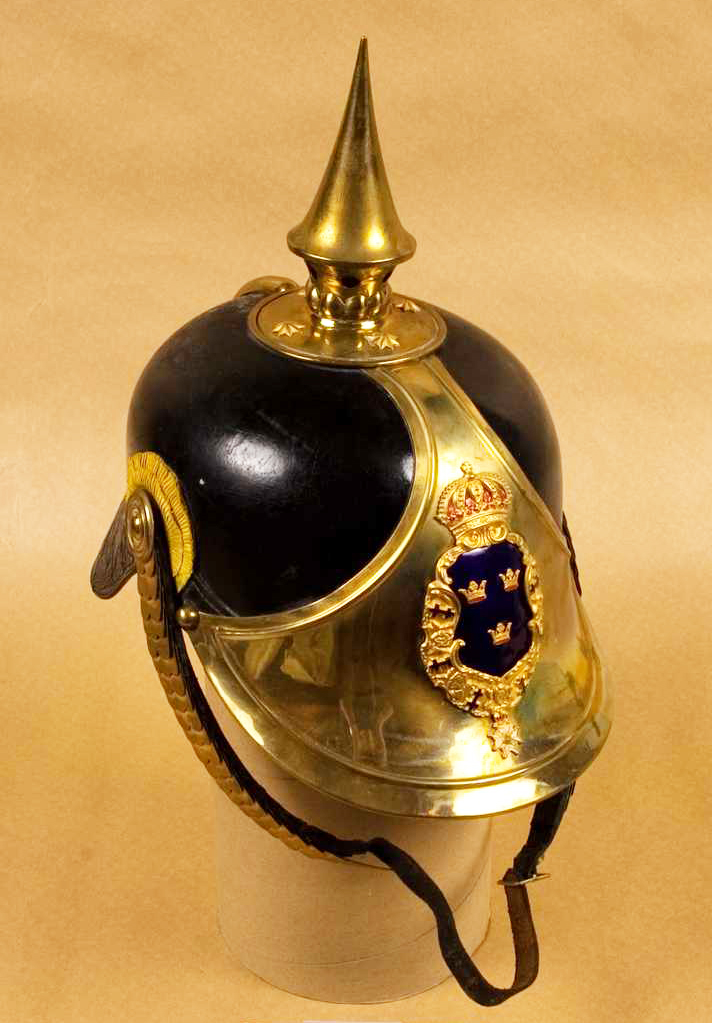
Kask m/1894 för officer vid Fortifikationen.

Kask m/1894 var en kask som användes inom försvarsmakten (dåvarande krigsmakten).

## Utseende
Denna kask var tillverkad i svart läder och hade förgyllda beslag. Även vapenplåten var förgylld och blåemaljerad hos officerare och fanjunkare. Hos manskap och upp till och med sergeant var den enbart förgylld. Till höger om hakremsknappen finns en gul kokard. På kaskens vänstra sida återfanns hos manskapet vederbörandes kompanisiffra.

## Användning
Denna kask användes till paraddräkt vid Fortifikationen, Skånska dragonregementet (K 6) och Norrlands dragonregemente (K 8) till och med år 1931. Vid stor parad bars även svart plym m/1885.

## Fotografier

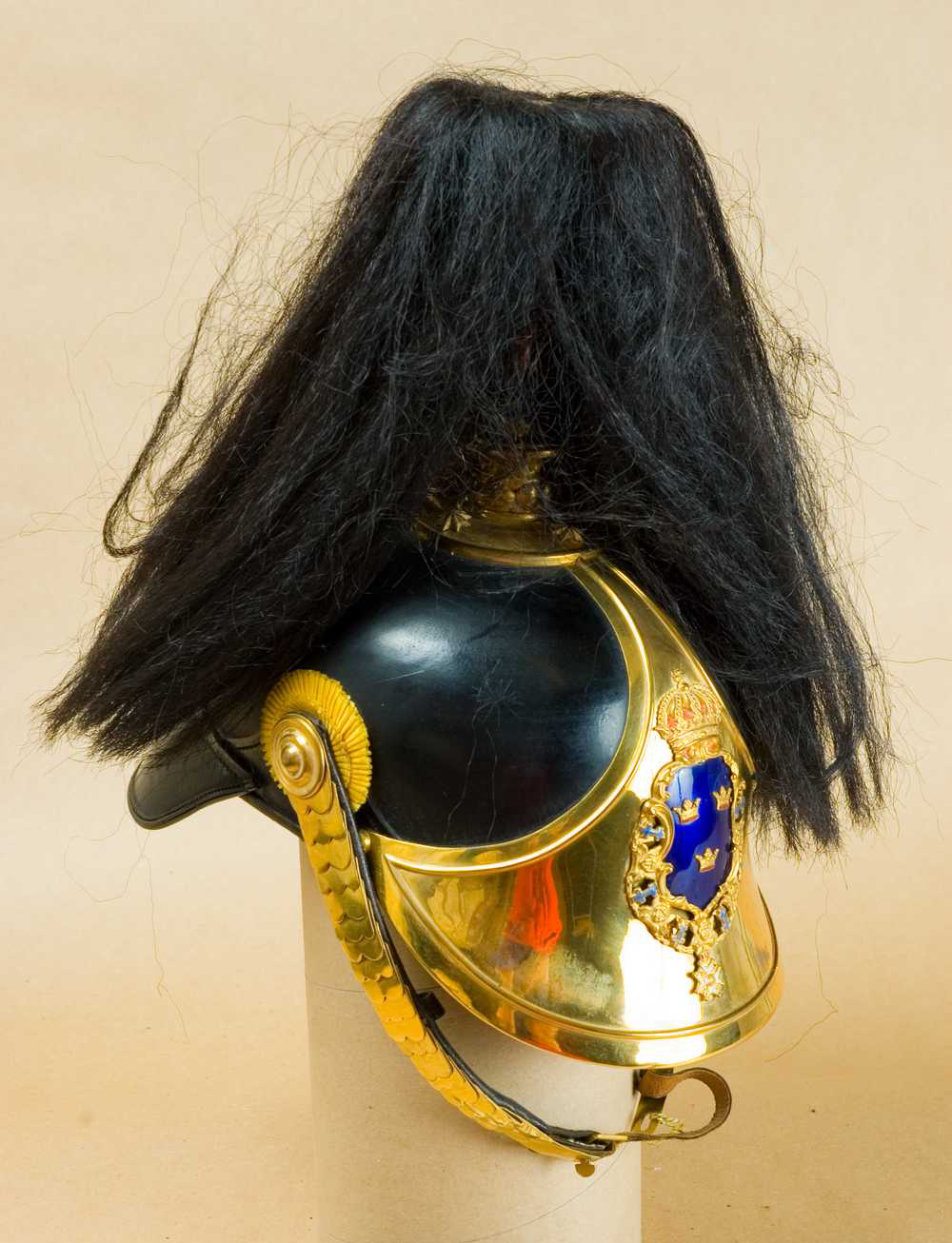
Kask m/1894 för officer vid Fortifikationen med svart plym m/1885.
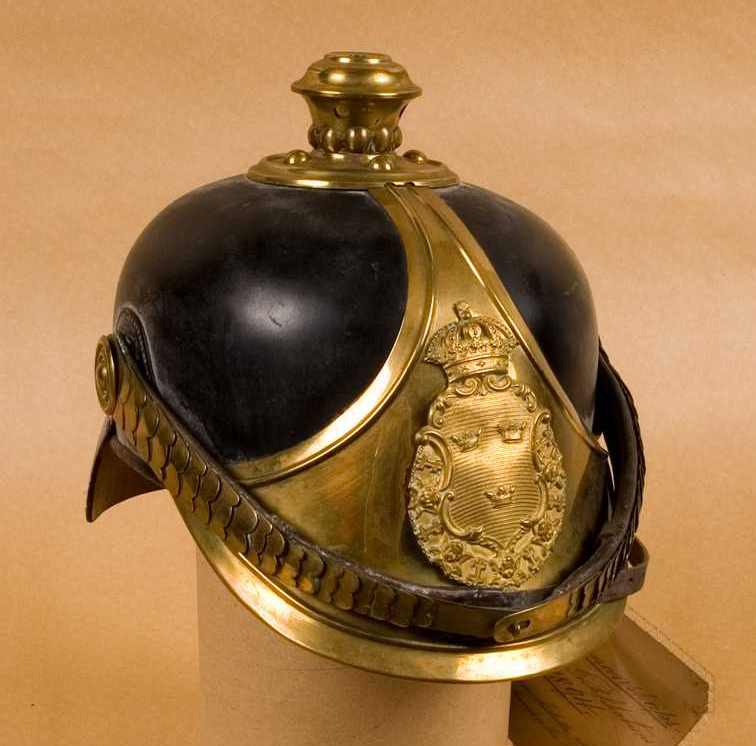
Kask m/1894 för manskap. Exemplaret saknar pickel.